# Фурі (гора)
Фурі — стратовулкан, розташований на південно-східній околиці міста Аддис-Абеба, столиці Ефіопії.
Висота вулкану досягає 2839 м. Вулкан знаходиться неподалік від міжнародного аеропорту Боле.

## Виноски
1. ↑  Close call shows GPS need - CAA-27/05/2003-Flight International. Flightglobal.com. 27 травня 2003. Архів оригіналу за 17 вересня 2012. Процитовано 22 лютого 2009.